# Visarion Roman
Visarion Roman (n. 5 iulie 1833, Seuca, Gănești, jud. Mureș  - d. 11 mai 1885, Sibiu) a fost un publicist, om politic, membru corespondent al Academiei Române. Este fondatorul Băncii Albina din Sibiu, pe care a condus-o până în 1884.

## Biografie și familie
Originile familiei lui Visarion Roman au fost identificate în satul Blăjel, din fostul comitat Târnava Mică. Bunicul său se numea Nicolae Roman și a avut trei fii: Teodor, Andrei și Niculiță. Teodor Roman a fost preot în comuna Buzd. Andrei Roman a fost învățător în Seuca și Șmig, iar Niculiță Roman a rămas în satul Blăjel. Andrei Roman a avut patru copii: Visarion, Ana, Maria și Rafira.

## Studii
Visarion Roman a studiat la o școală confesională primară în limba maghiară, apoi la liceul romano-catolic din Târgu Mureș, beneficiind de o bursă pentru elevii români. Studiile la Târgu Mureș au fost întrerupte de izbucnirea revoluției.

## Viața și activitatea

### Perioada Revoluției de la 1848-1849
În timpul revoluției de la 1848-1849, Visarion Roman a luat parte la lupte (probabil alături de tatăl său, care a fost căpitan de glotași), după care ambii s-au refugiat în Muntenia, însă separat, deoarece se rătăciseră unul de celălalt în timp ce erau urmăriți.